# 메리 팰린

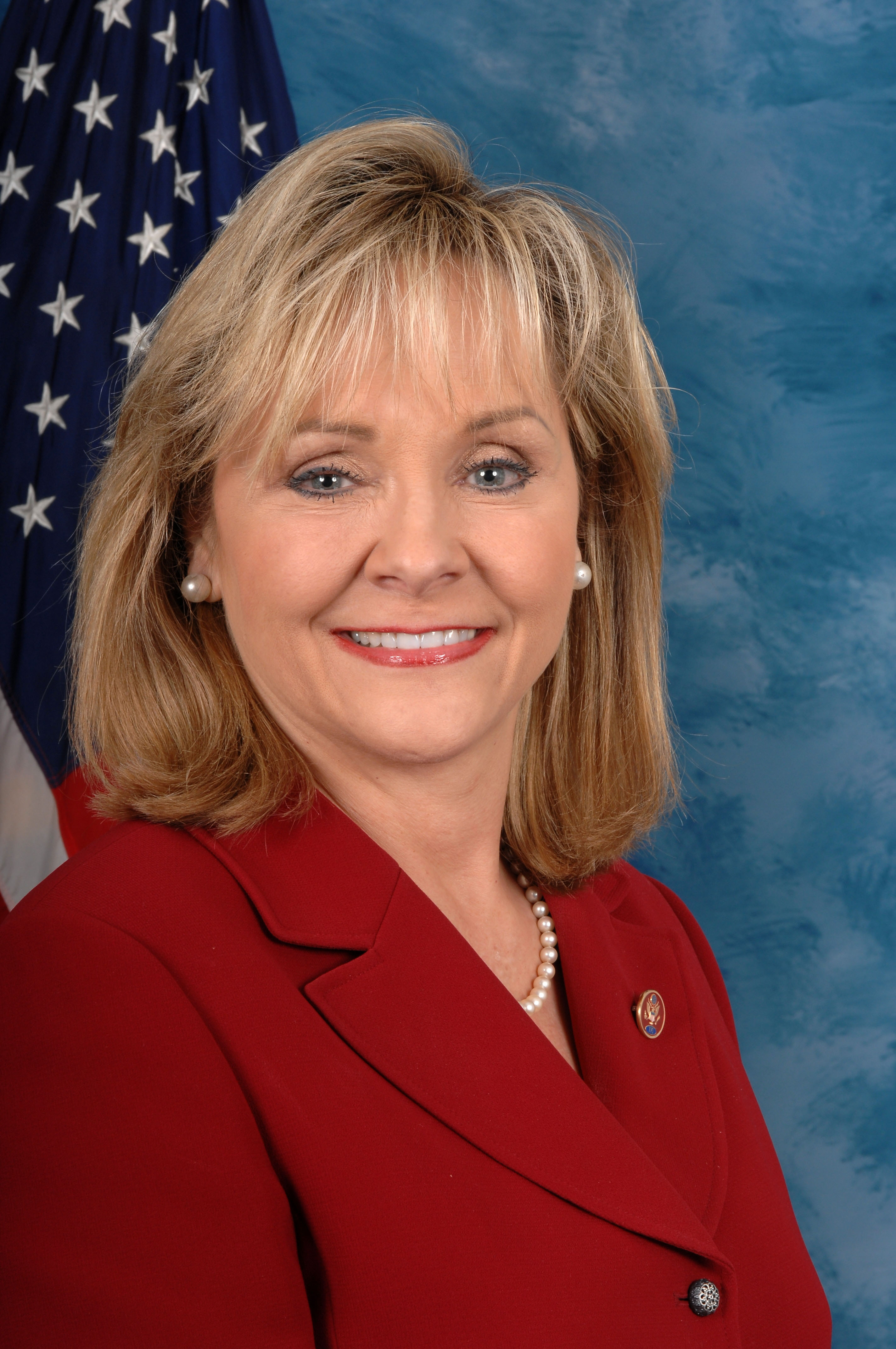

메리 팰린(영어: Mary Fallin, 1954년 12월 9일 ~ )은 미국의 정치인으로 2011년부터 오클라호마주의 주지사를 역임하고 있다. 그녀는 앨리스 메리 로버트슨 이후로 두번째로 오클라호마 주에서 선출된 여성이며, 부지사를 거쳐 주지사가 된 여성이기도 하다.

## 역대 선거 결과
| 선거명      | 직책명                           | 대수  | 정당   | 득표율   | 득표수    | 결과 | 당락                       |
| ----------- | -------------------------------- | ----- | ------ | -------- | --------- | ---- | -------------------------- |
| 1992년 선거 | 하원의원 (오클라호마 제85선거구) | 44대  | 공화당 | 단독후보 | 무투표    | 1위  | 오클라호마 주의원 당선     |
| 1994년 선거 | 오클라호마 부지사                | 14대  | 공화당 | 49.69%   | 489,539표 | 1위  | 오클라호마 부주지사 당선   |
| 1998년 선거 | 오클라호마 부지사                | 14대  | 공화당 | 67.55%   | 585,712표 | 1위  | 오클라호마 부지사 당선     |
| 2002년 선거 | 오클라호마 부지사                | 14대  | 공화당 | 56.89%   | 584,990표 | 1위  | 오클라호마 부지사 당선     |
| 2006년 선거 | 하원의원 (오클라호마 제5선거구)  | 110대 | 공화당 | 60.38%   | 108,936표 | 1위  | 오클라호마주 하원의원 당선 |
| 2008년 선거 | 하원의원 (오클라호마 제5선거구)  | 111대 | 공화당 | 65.89%   | 171,925표 | 1위  | 오클라호마주 하원의원 당선 |
| 2010년 선거 | 오클라호마 주지사                | 27대  | 공화당 | 60.45%   | 625,506표 | 1위  | 오클라호마 주지사 당선     |
| 2014년 선거 | 오클라호마 주지사                | 27대  | 공화당 | 55.81%   | 460,298표 | 1위  | 오클라호마 주지사 당선     |